# Дракон (фильм, 1956)
«Дракон» (греч. Ο Δράκος) — греческий чёрно-белый фильм-триллер 1956 года Никоса Кундуроса; в 2006 году признан одним из лучших кинофильмов в истории Греции по версии Всегреческого союза кинокритиков.

## Сюжет
Простой банковский служащий по имени Фома слишком похож на опасного бандита по прозвищу «Дракон», и после публикации в газете объявления о розыске «Дракона» Фоме приходится прятаться от полиции. В ночном клубе, где укрылся Фома, бандиты принимают его за «Дракона» и не трогают, а в Фому влюбляется прекрасная девушка. Со временем полиция осознаёт, что ловит не того, и после ареста Фому вышвыривают из участка, но он уже всё больше и больше считает себя «Драконом» и не хочет возвращаться к прошлой жизни...

## В ролях
- Динос Илиопулос — Фома
- Маргарита Папагеоргиу — Рула
- Яннис Аргюрис — Хондрос
- Танасис Веггос — Спафис
- Мария Лекаки — Кармен
- Анестис Влахос
- Теодорос Андрикопулос
- Фриксос Нассу
- Андреас Дузос
- Заннино

## Интересные факты
- В 1956 году фильм провалился в греческих кинотеатрах и попал под шквальный огонь прессы: газеты того времени обвинили его в искажении образа жизни Греции и потребовали от министерства внутренних дел вмешаться и запретить его показ.
- Фильм всё же одержал победу на первом Салоникском международном кинофестивале как лучший фильм 1955—1959 годов и позже был показан на Венецианском кинофестивале.
- В 2006 году на Салоникском международном кинофестивале вошёл в число 10 лучших фильмов всех времён Греции по версии Всегреческого союза кинокритиков[1][2]. Критики отмечают сочетание элементов итальянского неореализма, немецкого экспрессионизма и нуара.
- Этот фильм упомянут и играет важную роль в романе Джонатана Франзена «Свобода», название этого фильма в книге — «Враг Афин»[3].